# بنك الوفاء
بنك الوفاء تأسس سنة 1911 على يد فرنسا عندما كانت المغرب تحت سيطرتها، وفي سنة 1968 اشتراه رجل الأعمال المغربي مولاي علي الكتاني، وفي سنة 2003 تم دمجه بالبنك المغربي للخارجية في التجاري وفا بنك، وتملك مجموعة أونا 15% من رأس مال بنك الوفاء.

## تاريخ
- 2001 استحوذ بنك الوفاء على شركة BBVA Maroc التابعة لشركة بانكو بيلباو فيزكايا أرجنتاريا والتي بدورها زادت حصتها في بنك الوفاء إلى 10٪ ، مما عزز الشراكة التي بدأت في 1997.

- 2003 استحوذ البنك التجاري المغربي على بنك الوفاء.[1]